# Janczewo (gmina Wizna)
Janczewo – wieś w Polsce położona w województwie podlaskim, w powiecie łomżyńskim, w gminie Wizna. Przez miejscowość przepływa niewielka rzeka Łojewek, dopływ Narwi.
| SIMC    | Nazwa     | Rodzaj    |
| ------- | --------- | --------- |
| 0409798 | Boczkówka | część wsi |
| 0409806 | Za Choiną | część wsi |

Wierni kościoła rzymskokatolickiego należą do parafii Najświętszego Serca Jezusowego w Bronowie.

## Historia
W 1409 Jakusz Dzeworkowicz sprzedaje wieś pięciu braciom z Bledzewa.
W latach 1921–1939 wieś i folwark leżał w województwie białostockim, w powiecie łomżyńskim, w gminie Bożejewo.
Według Powszechnego Spisu Ludności z 1921 roku zamieszkiwało:
- wieś -  247 osób w 27 budynkach mieszkalnych
- folwark - 134 osoby, 124 było wyznania rzymskokatolickiego, 2 prawosławnego a 8 mojżeszowego. Jednocześnie 124 mieszkańców zadeklarowało polską przynależność narodową, 8 żydowską a 2 inną. Było tu 5 budynków mieszkalnych[9].

Miejscowość należała do parafii rzymskokatolickiej w Bronowie. Podlegała pod Sąd Grodzki i Okręgowy w Łomży; właściwy urząd pocztowy mieścił się w Wiźnie.
W okresie międzywojennym posiadłość ziemską miał tu Leopold Sasinowski (974 mórg). Był tu młyn. Warsztat miał jeden kowal.
W wyniku napaści ZSRR na Polskę we wrześniu 1939 miejscowość znalazła się pod okupacją sowiecką. 2 listopada została włączona do Białoruskiej SRR. 4 grudnia 1939 włączona do nowo utworzonego obwodu białostockiego. Od czerwca 1941 roku pod okupacją niemiecką. Od 22 lipca 1941 r.  do wyzwolenia włączona w skład okręgu białostockiego III Rzeszy.
W latach 1975–1998 miejscowość należała administracyjnie do województwa łomżyńskiego.